# Святая Анна (фреска из Фараса)
Святая Анна — памятник нубийской стенной живописи, датируемый на период с VIII по первую половину IX века. Автор неизвестен. Памятник стенной живописи выполнен темперой по илистой штукатурке в технике а секко.
Работа была обнаружена в соборе Фараса (бывшая Нубия, современный Судан) группой польских археологов во время одной из археологических экспедиций, которая проводилась в 60-е годы XX века под эгидой ЮНЕСКО (т.н. Нубийская кампания или Нубийская операция). С 1964 года изображение находится в Национальном музее в Варшаве. После реставрационных работ была выставлена в VI зале Галереи Фарас имени Казимежа Михаловского.
Образ Святой Анны из Фараса используется в качестве логотипа Национального музея в Варшаве.

## Место обнаружения фрески
Образ святой Анны был обнаружен на высоте трёх метров от уровня пола на северной стене северного нефа. Этот неф, вероятно, был предназначен для женщин, т.к. образ святой Анны в нём не был единственным женским изображением. Здесь находились портреты донаторок, святых дев, цариц, мучениц, матерей и целительниц. Многие из этих ликов, вероятно, предназначены были для частного почитания. Лик святой Анны был нарисован на первом слое штукатурки, покрытом вторым слоем с изображением королевы Марты.

## Иконография изображения

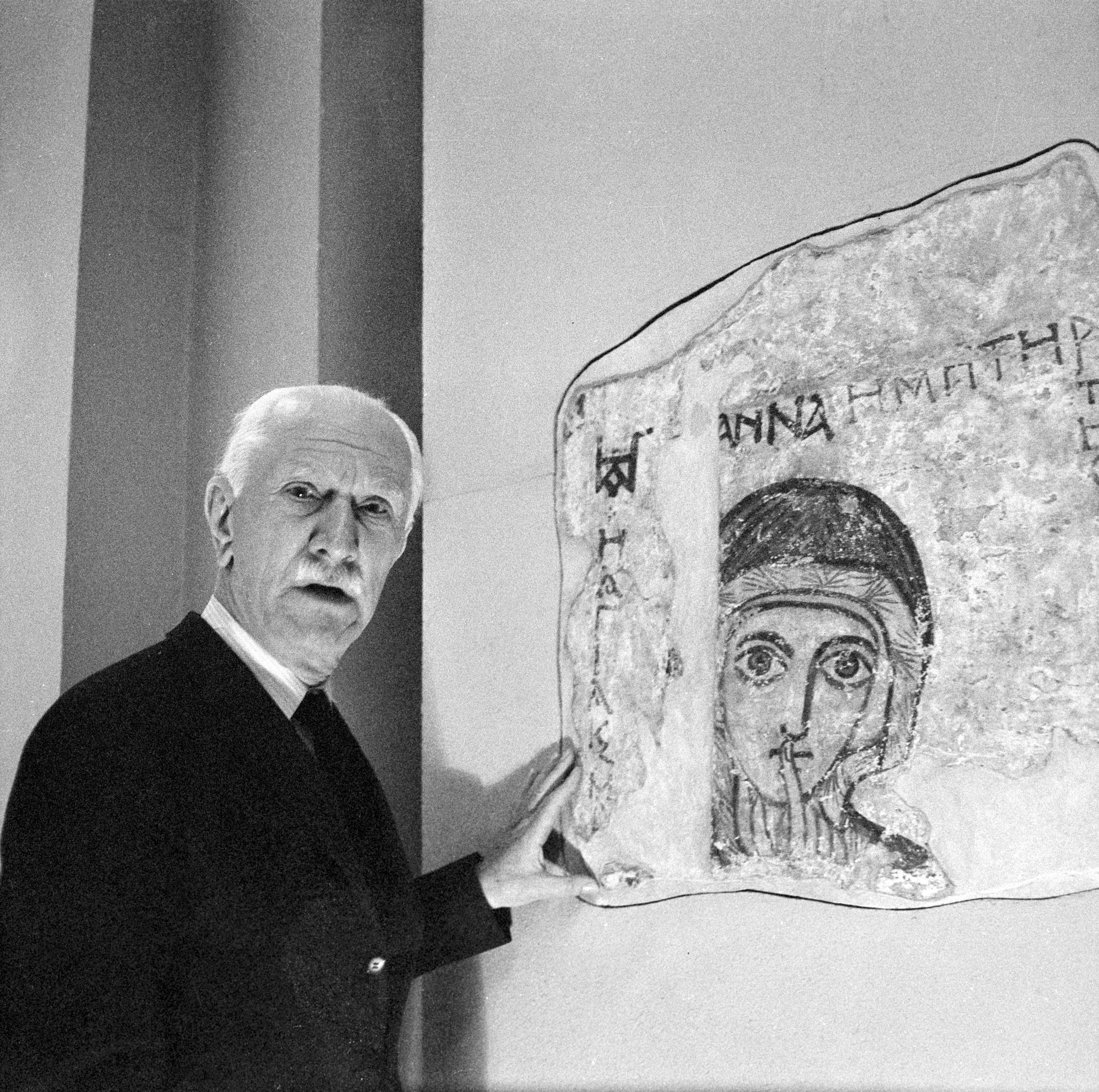
Профессор Казимеж Михаловский возле фрески святой Анны в Национальном музее в Варшаве, 60-е гг. XX в., фот. Гарри Вейнберг

Изображение святой Анны сохранилось в виде отдельных фрагментов. На нём видны голова святой, верхняя часть правой руки, дотрагивающейся до губ и часть её плеч. Неизвестно, была ли святая изображена стоя или сидя.
По словам исследователя Казимежа Михаловского, фигура святой одета в мафорий, то есть плащ с капюшоном. Складки мафория отмечены чёрными линиями. Изнутри цвет капюшона бледно-жёлтый с фиолетовыми складками. Чепец (между капюшоном и лицом) изображён в виде жёлтой вуали. Лицо святой немного вытянуто в длину, прямой и длинный нос затенён справа фиолетовой линией, спускающейся от арки брови. Кончик носа отмечен чёрной, изогнутой линией. Уголки рта святой очерчены тёмно-фиолетовым контуром и опущены вниз. Глаза с чёрными зрачками широко открыты и обведены пурпурными и чёрными линиями. Нижние веки окрашены светло-фиолетовым цветом, верхние — тёмно-фиолетовым. Первоначально брови были окрашены светло-фиолетовым цветом, на который впоследствии была наложена чёрная краска, что в результате дало тёмно-пурпурный оттенок. Голова святой не обрамлена нимбом, характерным для изображений святых. Рука с длинными, узкими пальцами светло-жёлтого тона обрамлена контуром фиолетового цвета. Правая ладонь святой поддерживает подбородок, а указательный палец с обозначенным на ним ногтём указывает на губы.

## Символика жеста святой
На изображении святая Анна показывает указательным пальцем на рот. Существует несколько версий того, что этот жест значит. Возможно, это указание святой сохранять тишину и молчание. В такой же Божественной тишине, по словам Игнатия Богоносца, совершались три таинства, связанные с житием Богородицы: её девственность, непорочное зачатие и рождение Мессии. Иная теория гласит, что жест связан с тихой молитвой святой Анны. В египетском монастыре в Бавите подобный жест представлен на картинах с изображениями монахов, которые читают Псалтирь. В египетских и палестинских монашеских общинах и некоторых сектах существовала молитвенная практика, во время которой молитвы произносились шёпотом. Молящийся держал указательный палец у рта, веря, что этот жест оберегает от злых духов, которые стремятся завладеть орантом.

## Надпись на фреске
На изображении находится фрагмент надписи: Святая Анна, мать Богородицы. Святая и.... В двух рядах по вертикали не хватает окончания текста. По словам исследователя Стефана Якобельского, надпись заканчивалась так: Святая и Мария или Святая и родительница Марии. Второй вариант, по его словам, соответствует принципу чтения регистра: по вертикали, от левой стороны, перед основным текстом. Одно из слов надписи выражено при помощи монограммы, которая появляется также в других текстах, датируемых периодом, когда нарисована была фреска. Эта монограмма встречается также в византийской живописи того времени.

## Письменные источники
Имя святой Анны отсутствует в каноническом Святом Писании. Святая упомянута в апокрифическом Протоевангелии Иакова, а также в Евангелии Псевдо-Матфея и других апокрифических источниках. Все они описывают события, связанные с рождением Богородицы. Текст сложен по образцу из Ветхого Завета, где рождение библейских патриархов является результатом божественного воздействия на женское бесплодие. Святая Анна и её супруг Иоахим, набожный еврей из рода царя Давида, не имели потомства, что в обществе считалось позорным. Благодаря молитвам и вере в божественное вмешательство, Анна понесла в пожилом возрасте и родила дочь, которая впоследствии стала матерью Христа. По традиции Анну и Иоахима называют богоотцами. В предании (известном также в Египте) говорится также о том, что Мария родилась в Вифлееме, городе, который считается местом рождения Анны.

## Культ Святой Анны в Нубии
Считается, что культ святой Анны был распространён в Нубии. В первую очередь связано это с тем, что Анна была матерью Марии, и, следовательно, бабушкой Иисуса Христа. По мнению исследовательницы Божены Межеевской, нубийки молились, прося у неё заступничества во время беременности и после неё, а также за здоровье своё и своих детей. О культе святой Анны в Нубии свидетельствует также наличие её второго изображения на втором слое штукатурки в том же нефе базилики в Фарасе. Эта фреска более поздняя. Изображена на нёй святая Анна на троне с маленькой Богородицей на коленях, возможно, во время грудного вскармливания. Сохранившиеся фрагменты фрески – спинка трона и надпись, которая описывает изображение – находятся в Национальном музее Судана в Хартуме.
Образ Святой Анны был также обнаружен в северном нефе церкви в Абдалла Нирки вблизи Фараса. Фигура святой изображена стоя.